# Américas
Américas è un album musicale del duo Strunz & Farah, pubblicato nel 1992. In ordine cronologico è il sesto album del gruppo.

## Tracce
1. Caracol – 4:25
2. El Jaguar – 4:53
3. Candela – 5:31
4. Alas del Sur (Wings of the South) – 4:40
5. Américas – 5:53
6. Luna Suave (Soft Moon) – 5:35
7. Balada (For Heideh) – 3:40
8. Gypsy Earrings – 4:00
9. Rayo – 4:51
10. Selva – 5:39

## Musicisti
- Jorge Strunz: Chitarra
- Ardeshir Farah: Chitarra
- Guillermo Guzmàn: Basso
- Juanito "Long John" Oliva: Congas, bongo, Timbales, Okònkolo
- Paul Tchounga: Batteria
- Luis Pérez Ixoneztli: Percussioni precolombiane, wings, voce in "Américas"
- Charlie Bisharat: Violino in "Rayo" e "Balada", sintetizzatore in "Selva" e "El Jaguar"
- Luis Conte: Percussioni, Tambora e Timbales
- Antonio de Jereéz: Battito di mani in "Luna Suave"
- Luis Manuela: Güira in "Caracol"